# Lachnostylis bilocularis
Lachnostylis bilocularis är en emblikaväxtart som beskrevs av Robert Allen Dyer. Lachnostylis bilocularis ingår i släktet Lachnostylis och familjen emblikaväxter. Inga underarter finns listade i Catalogue of Life.